# Pekárka
Pekárka este o arie protejată (arie specială de conservare — SAC, sit de importanță comunitară — SCI) din Republica Cehă întinsă pe o suprafață de 12,06 ha, integral pe uscat.

## Localizare
Centrul sitului Pekárka este situat la coordonatele 49°05′19″N 16°20′33″E / 49.088611°N 16.3425°E.

## Înființare
Situl Pekárka a fost declarat sit de importanță comunitară în aprilie 2005 pentru a proteja 2 specii de plante. Situl a fost protejat și ca arie specială de conservare în iulie 2012.

## Biodiversitate
Situată în ecoregiunea continentală, aria protejată nu include niciun habitat protejat.
La baza desemnării sitului se află mai multe specii protejate de  plante (2): Dianthus moravicus, sisinei (Pulsatilla grandis).